# عبده شريف
عبده شريف (1971 - 8 مارس 2024 م)، هو مغنٍّ مغربي مُلقب بالعندليب الجديد. واسمه الحقيقي: عبد الله التازي.

## سيرته
ولد عبد الله التازي المعروف باسم عبده شريف في الدار البيضاء، لعائلة فنية عريقة؛ فهو ابن شقيق عبد الوهاب أكومي أحد روَّاد المدرسة الكلاسيكية للموسيقى العربية، وتلميذ محمود السعدي (العضو المؤسس للظاهرة الموسيقية الشعبية في عقد السبعينيات، الفرقتين الأسطوريتين ناس الغيوان، وجيل جلالة).
في عام 1999 تمكن عبده شريف من الغناء في دار الأوبرا المصرية أمام حشد من جماهير أسطورة الأغنية الرومانسية العربية الكلاسيكية المصرية عبد الحليم حافظ، وهو النجاح الذي حدا بالدولة المصرية إلى اعتباره الابنَ الشرعي لنهر النيل، وتلقيبه «بالعندليب الجديد»، إشارةً إلى «العندليب الأسمر» عبد الحليم حافظ. ويتميز أسلوب عبده شريف الغنائي بتأثره الشديد بالعديد من المدارس الطربية التي تتطلب إتقانًا ومهارة في الأداء بدءًا بمدرسة عبد الحليم حافظ إلى شارل أزنافور، مرورًا بالموسيقي بسليم الهلالي، وهو النوع الذي أتقنه شريف مقدِّمًا لجمهوره في جُل حفَلاته المباشرة رحلة العودة إلى العصر الذهبي للزمن الفني الجميل.

## مشواره الفني
شارك عبده شريف في مشواره الفني في العديد من الأحداث الفنية المرموقة، منها:
- فبراير 1997: مهرجان أوربت للأغنية العربية [4] في منتدى بيروت ( لبنان).
- أبريل 1997: الحفل الختامي لمهرجان دبي السينمائي الدولي ( الإمارات العربية المتحدة).
- أغسطس 1997: الحفل الختامي لمهرجان أصيلة ( المغرب).
- مايو 1999: حفل تكريم وتحية لعبد الحليم حافظ في الأوبرا الخديوية القاهرة ( مصر).
- مايو 2002: الاحتفال «مهرجان الربيع» في الأوبرا الخديوية القاهرة ( مصر).
- فبراير 2003: قصيدة «عيد الحب» في الجناح الملكي في مركز بيال في بيروت ( لبنان).
- مارس 2004: توشيحه بوسام الصولجان الفضي لتفانيه في مصلحة العمل الاجتماعي ( مصر).
- يوليو 2004: حفل افتتاح مهرجان القاهرة الدولي الفني ( مصر).
- يونيو 2005: حفل افتتاح مهرجان البحر الأبيض المتوسط في دار أوبرا سيد درويش بالإسكندرية ( مصر).
- يوليو 2005: وسام الريباب الذهبي في مهرجان الفنون الشعبية بقصر المؤتمرات بمراكش ( المغرب).
- مارس 2007: حفل خيري لصالح الجمعية المغربية لمكافحة السرطان بالدار البيضاء ( المغرب).
- فبراير 2009: ريسيتال في الأوبرا الخديوية القاهرة ( مصر).
- يوليو 2010: حفل تكريم وتحية لعبد الحليم حافظ في مهرجان بيت الدين ( لبنان).
- يونيو 2012: حفل مشروع باب البحر (دبي - أبو ظبي).
- أكتوبر 2012: حفل افتتاح جولة 2012 ـ 2013 الدار البيضاء ( المغرب).
- مارس 2013: حفل تكريم وتحية لعبد الحليم حافظ جولة 2012 ـ 2013 مراكش ( المغرب).
- مايو 2013: الحفل الختامي لجولة 2012 ـ 2013 بالدار البيضاء ( المغرب).
- فبراير 2016: حفل المغرب احتفالا بعيد الحب علي مسرح ميغارما (الدار البيضاء).
- نوفمبر 2016: حفل مهرجان الموسيقي العربية الخامس والعشرون بدار الأوبرا (احتفالا باليوبيل الفضي) (مصر).
- أكتوبر 2017: حفل افتتاح مهرجان مكناس الدورة الثانية بالمغرب.

## وفاته
توفي عبده شريف في الدار البيضاء يوم الجمعة 27 من شعبان 1445هـ الموافق 8 مارس (آذار) 2024م عن عمر ناهز الثالثة والخمسين.

## وصلات خارجية
- موقع الفنان عبده شريف الرسمي
- صفحة عبده شريف على الفيس بوك
- قناة عبده شريف على يوتيوب